# Джовани Лаваджи
Вижте пояснителната страница за други личности с името Джовани.
Джовани Лаваджи (на италиански: Giovanni Lavaggi е бивш пилот от Формула 1. Роден на 18 февруари 1958 г. в Аугуста, Италия.

## Формула 1
Джовани Лаваджи прави своя дебют във Формула 1 в Голямата награда на Германия през 1995 г. В световния шампионат записва 10 състезания като не успява да спечели точки, състезава се за отбора на Пасифик и Минарди.